# Шмаковская (минеральная вода)
«Шмаковская» — гидрокарбонатная магниево-кальциевая лечебно-столовая минеральная вода добываемая со Шмаковского месторождения в пределах южной части Сихотэ-Алиня, в особо охраняемой санитарной зоне, признанной экологически чистой территорией. 
Химический состав
| Химический состав      | мг/л      |
| ---------------------- | --------- |
| Общая минерализация    | 1000-2000 |
| Гидрокарбонат          | 650-1200  |
| Магний (Mg)            | <100      |
| Кальций                | 100-250   |
| Сульфат                | <25       |
| Натрий                 | <100      |
| Метакремниевая кислота | 50-130    |
| Хлорид                 | <100      |

Вода из Шмаковского Месторождения используется многими курортами Приморского края для профилактики и лечения органов пищеварения от язвенных болезней желудка и двенадцатиперстной кишки; заболевания почек; ожирения; гастрита; диабета; болезни прямой кишки и др.